# Sandra Mackey
Sandra Mackey (nombre de nacimiento  Sandra Sherman; Oklahoma City, 13 de septiembre de 1937 – Atlanta, 19 de abril de 2015) fue una escritora y politóloga estadounidense experta en la cultura y política de Oriente Medio.

## Biografía
Sandra Sherman nació en Oklahoma City, hina de un director de funeraria Velt Sherman Verna Richie Sherman. Mackey se graduó en historia en la Universidad de Central Oklahoma y un máster en Relaciones Internacional en la Universidad de Virginia.
Mackey impartió clases de ciencias políticas en la Universidad Estatal de Georgia. Sus escritos aparecen en periódicos como Chicago Tribune, Los Angeles Times, The Wall Street Journal y The Christian Science Monitor. También hacía apariciones en NPR, Nightline, ABC News with Peter Jennings y la BBC y fue comentarista en la Primera Guerra del Golfo para la CNN. Su libro Lebanon: Death of a Nation fue considerado por The New York Times como uno de los libros más notables de 1989.
Mackey falleció el 19 de abril de 2015 a los 77 años.

## Obras
Entre los libros escritos por Sandra Mackey destacan:
- The Saudis: Inside the Desert Kingdom, W. W. Norton and Co., New York, 1987; ISBN 0-395-41165-3.
  - Updated edition issued in 2002; ISBN 0-393-32417-6 pbk
- Lebanon: Death of a Nation, W.W. Norton and Co., New York, 1989; ISBN 0-393-32843-0.
- Passion and Politics: The Turbulent World of the Arabs, Penguin Group, New York, 1992; ISBN 0-525-93499-5
- The Iranians: Persia, Islam and the Soul of a Nation, Penguin Group, New York, 1996; ISBN 0-452-27563-6
- The Reckoning: Iraq and the Legacy of Saddam Hussein, W. W. Norton, New York, 2003; ISBN 0-393-32428-1
- Lebanon: a House Divided, W. W. Norton, New York, 2006; ISBN 0-393-32843-0
- Mirror of the Arab World: Lebanon in Conflict, W. W. Norton, New York, 2008; ISBN 978-0-393-06218-2